# París-Tours 1958
La París-Tours 1958 fue la 52.ª edición de la clásica París-Tours. Se disputó el 5 de octubre de 1958 y el vencedor final fue el belga Gilbert Desmet del equipo Faema, que se impuso al sprint. 

## Clasificación general[1]
|    | Ciclista         | Equipo                          | Tiempo     |
| -- | ---------------- | ------------------------------- | ---------- |
| 1  | Gilbert Desmet   | Faema                           | 6h 45' 24" |
| 2  | Alfred De Bruyne | Carpano                         | m.t.       |
| 3  | François Mahé    | Saint Raphael-Gitane-Campagnolo | m.t.       |
| 4  | Rik Van Looy     | Faema                           | m.t.       |
| 5  | André Vlayen     | Ghigi-Coppi                     | m.t.       |
| 6  | André Darrigade  | Helyett-Potin-Hutchinson        | m.t.       |
| 7  | Leon Van Daele   | Faema                           | m.t.       |
| 8  | Jacques Dupont   | Saint Raphael-Gitane-Campagnolo | m.t.       |
| 9  | Joseph Groussard | Essor-Leroux                    | m.t.       |
| 10 | Tino Sabbadini   | Mercier                         | m.t.       |